# Wiesenviaduct
Het Wiesenviaduct of Wiesenerviaduct (Duits: Wiesener Viadukt) is een enkelsporig kalkstenen spoorwegviaduct in het kanton Graubünden in Zwitserland. Het viaduct overspant de rivier de Landwasser ten zuidwesten van de plaats Wiesen.
Het viaduct is ontworpen door de toenmalige hoofdingenieur van de Rhätische Bahn, Henning Friedrich, en werd gebouwd tussen 1906 en 1909 onder toezicht van een andere ingenieur, Hans Studer. De Rhätische Bahn is nog steeds eigenaar en gebruikt het viaduct nog steeds.
Het viaduct vormt een belangrijk onderdeel van de spoorlijn Davos - Filisur en is 88 meter hoog, 204 meter lang en de belangrijkste overspanning overspant 55 meter.

## Galerij

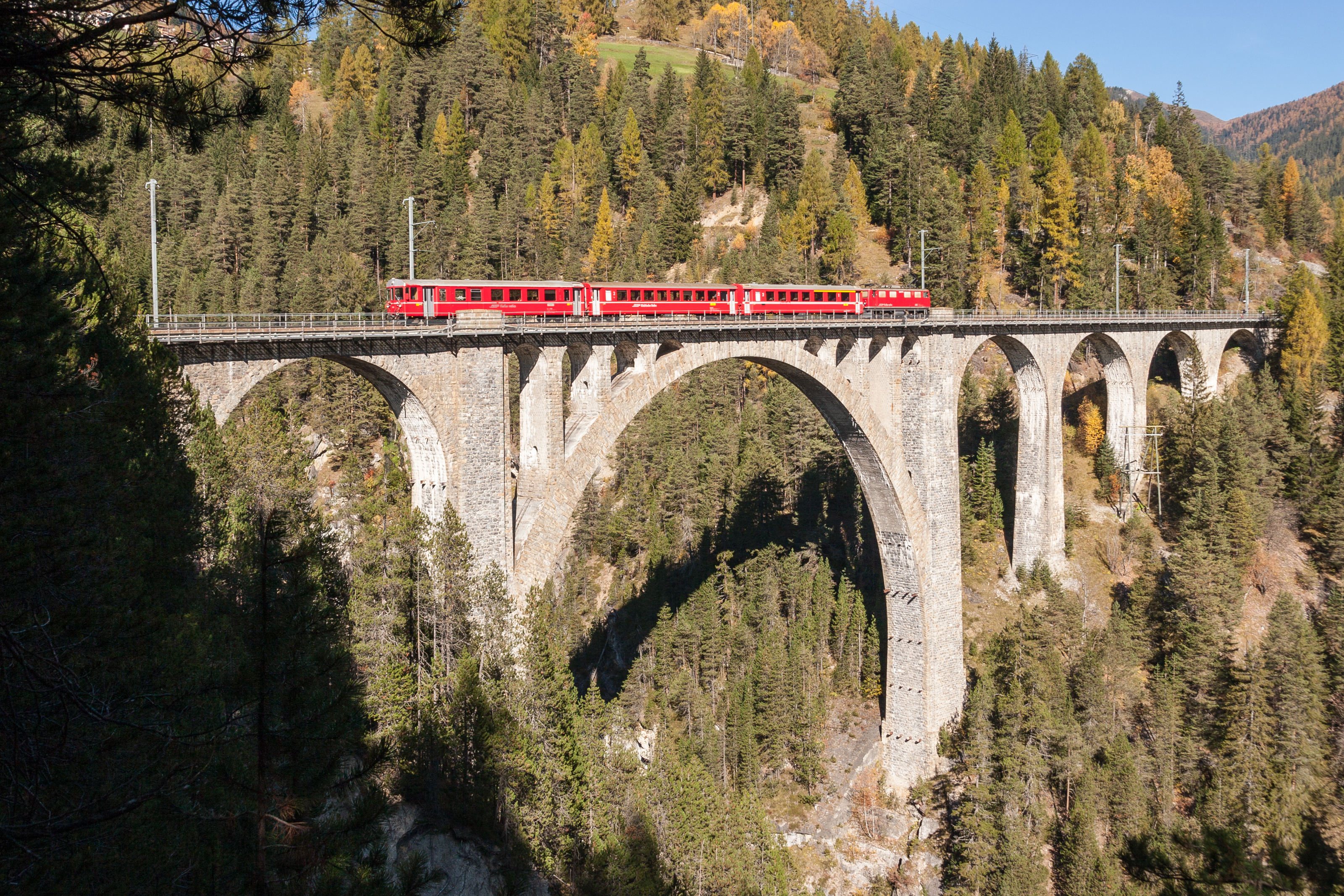
Wiesener Viadukt (10-2008)
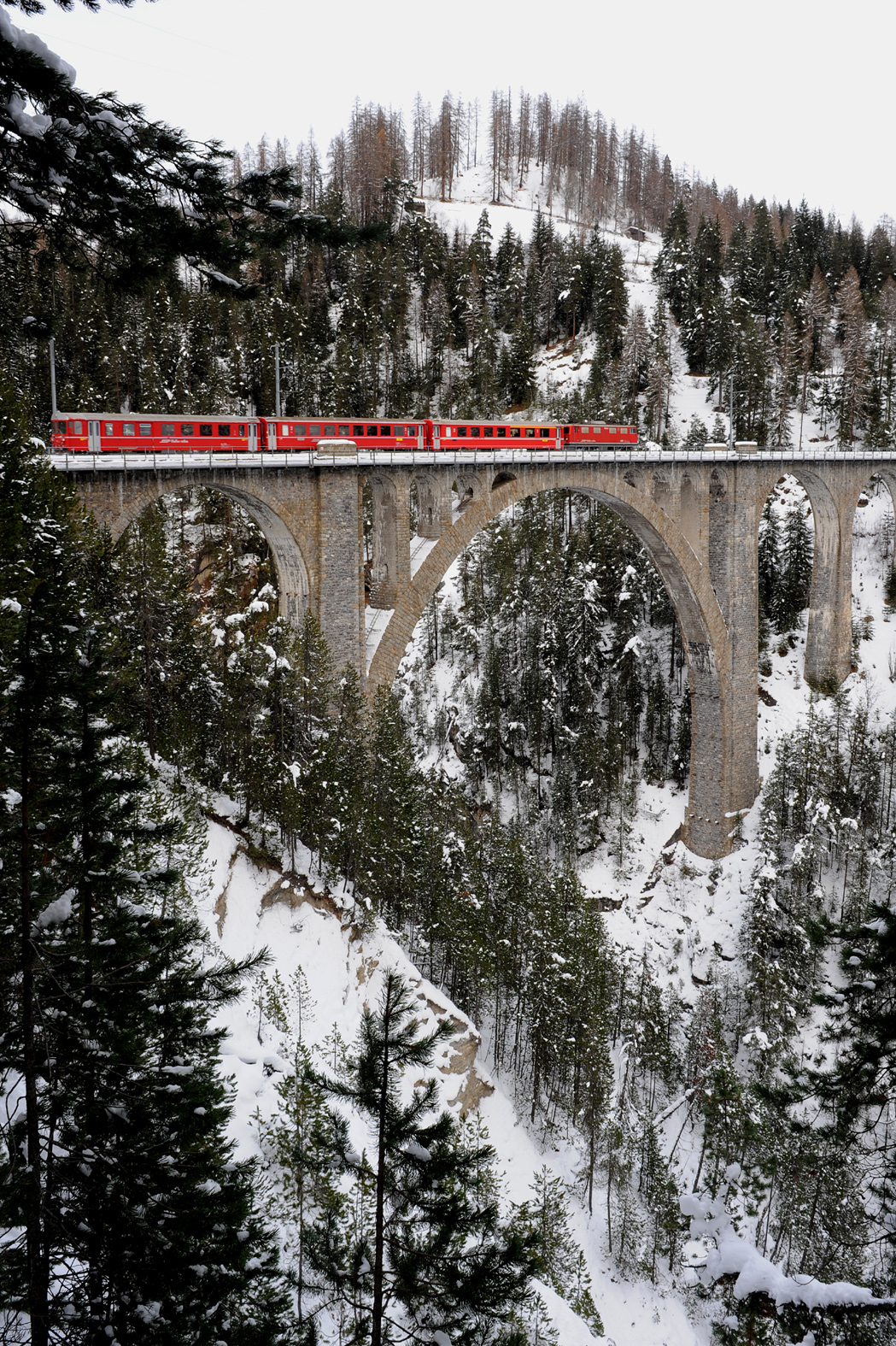
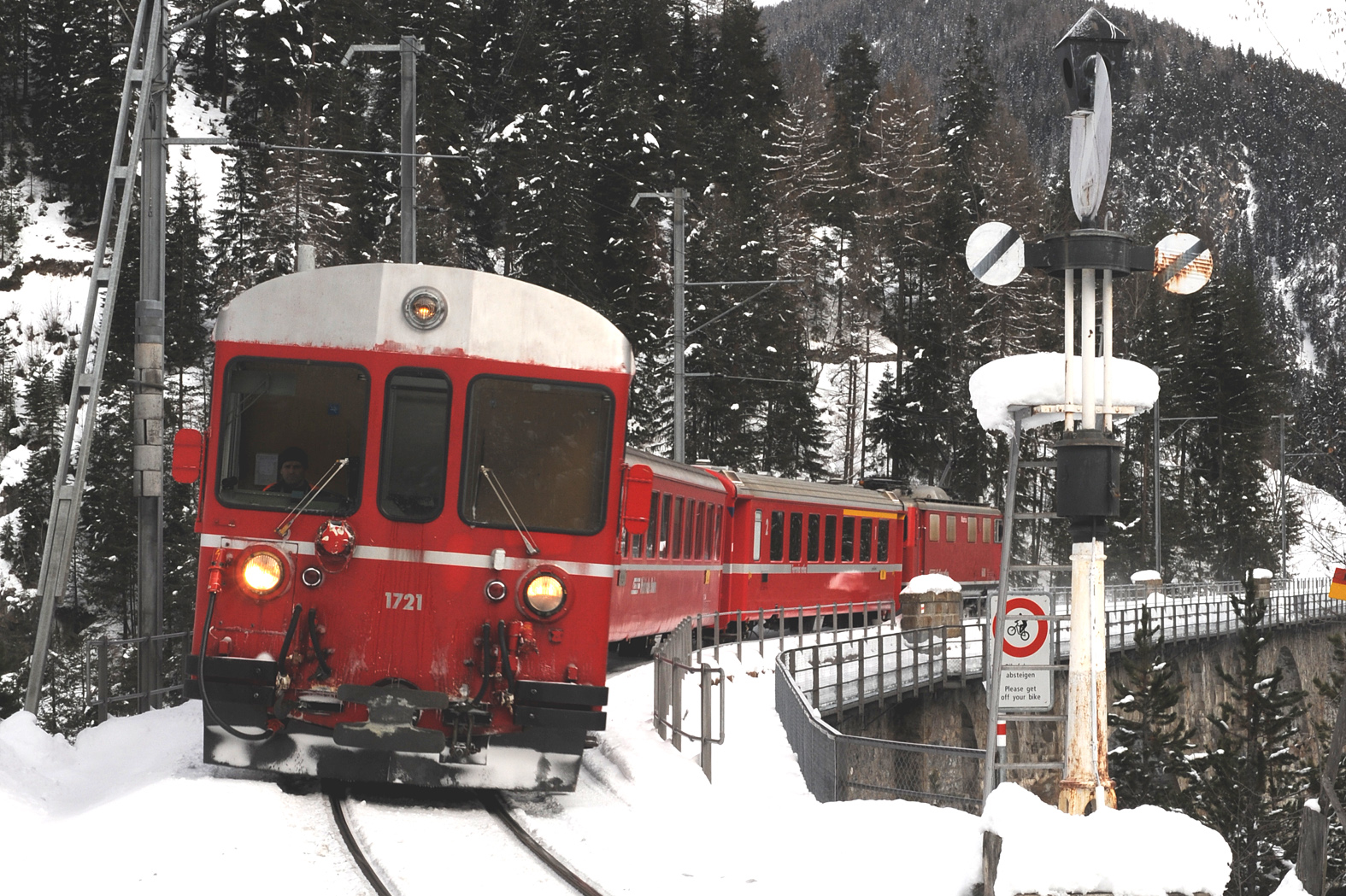
Een trek-duwtrein komende vanuit Filisur steekt het viaduct over
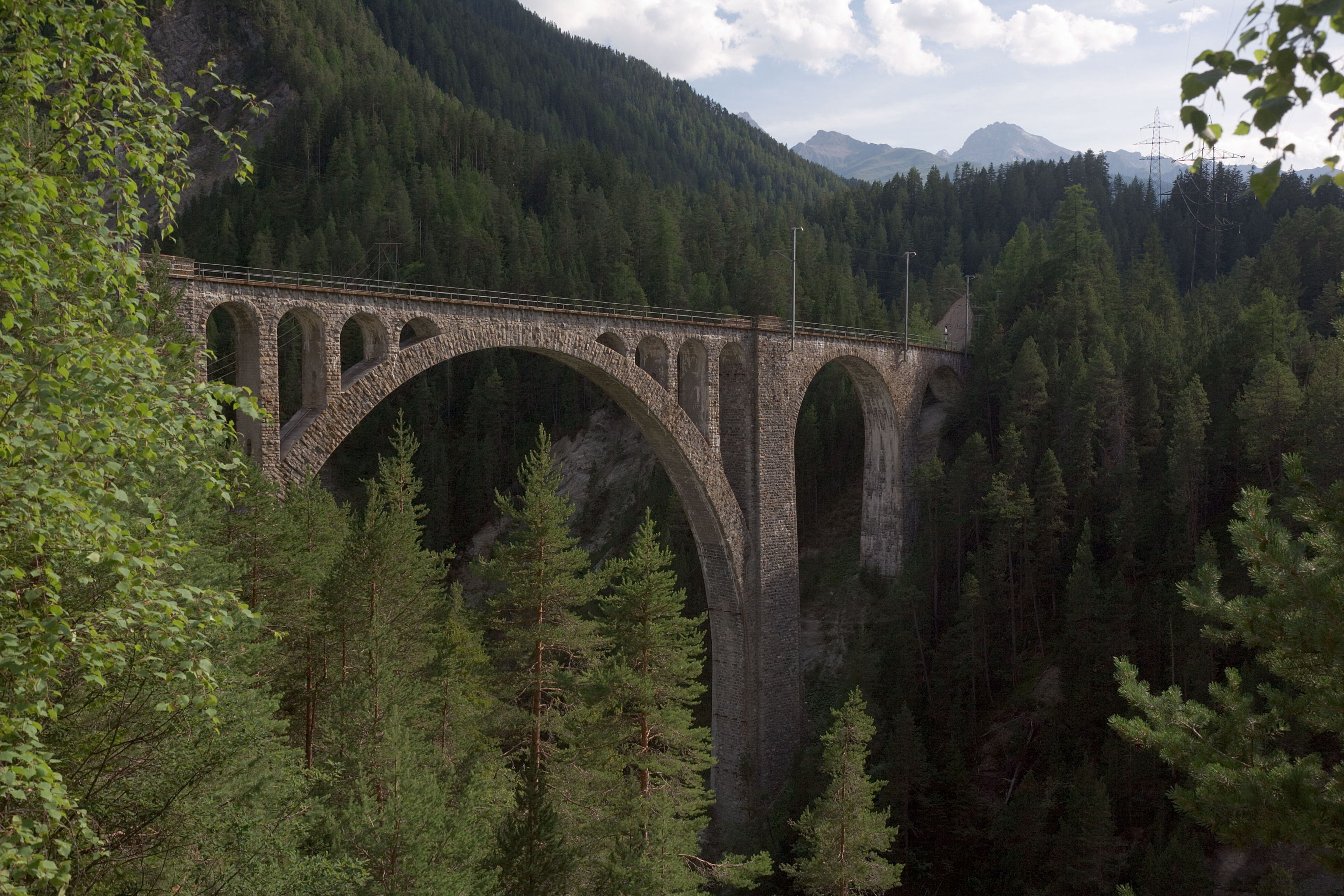
Zicht op het viaduct in de zomer
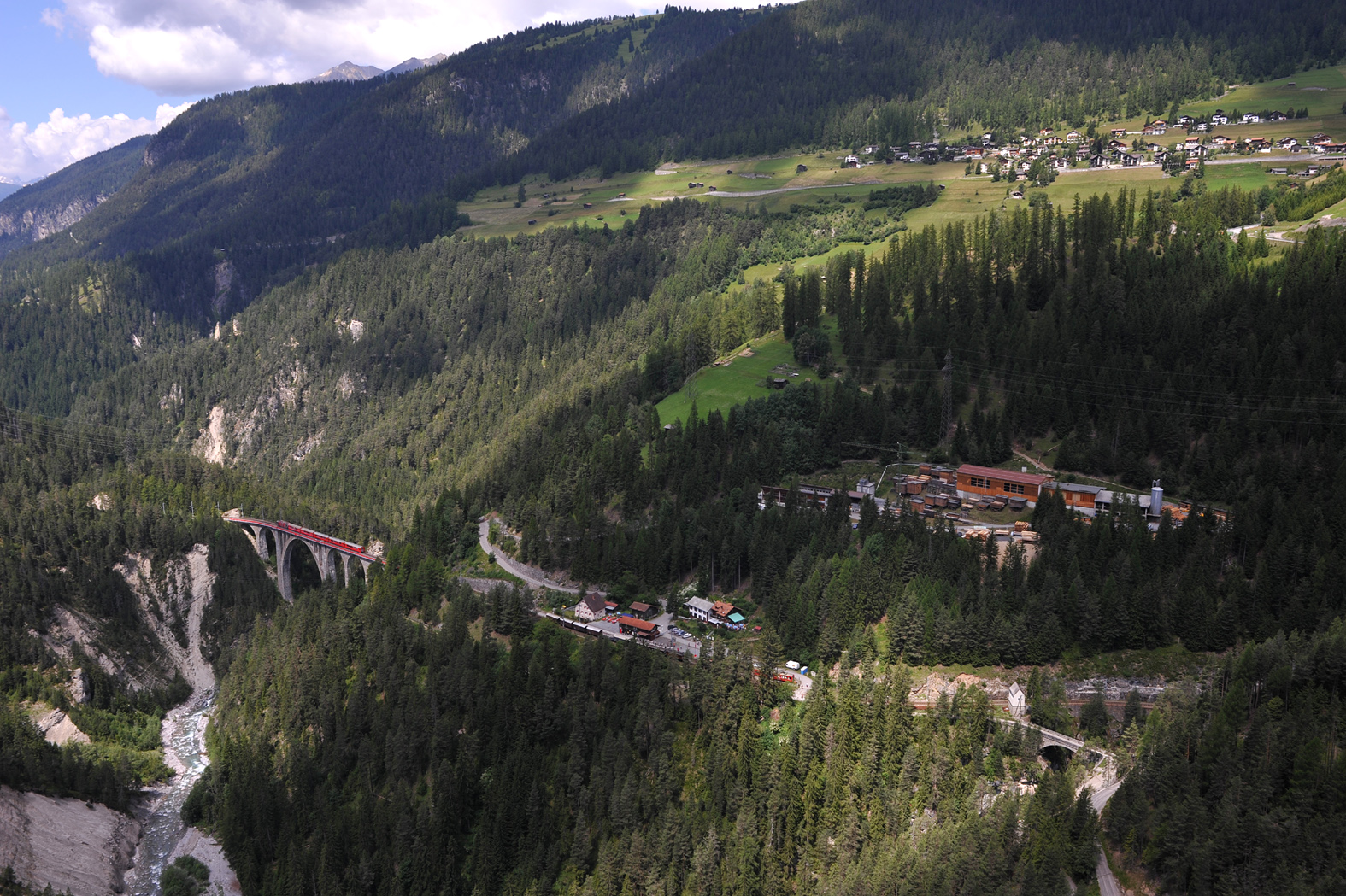
Zicht op het viaduct vanaf de Jenisbergstrasse.
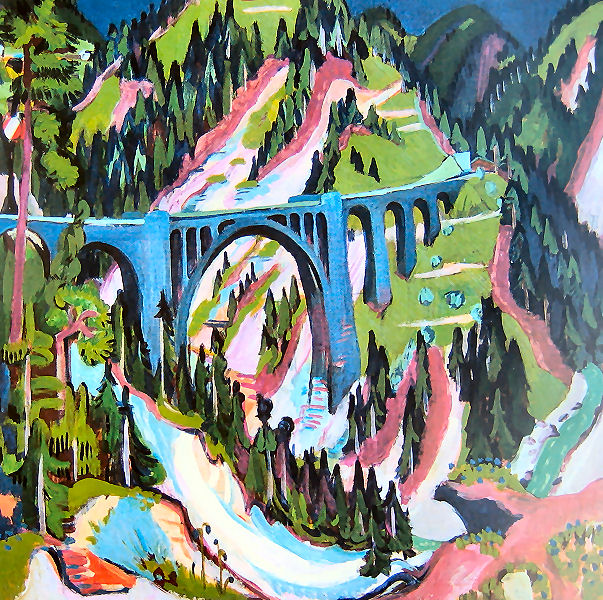
Ernst Ludwig Kirchner: Brücke bei Wiesen.